# Paratunka
Paratunka (en rus: Паратунка) és un poble del krai de Kamtxatka, a Rússia, que el 2020 tenia 1.657 habitants. Pertany al districte de Iélizovo.